# Zglobovi stopala
Zglobovi stopala su zglobovi između kostiju potkoljenice, tibije i fibule, i kostiju gležnja, te zglobovi između pojedinih kostiju stopala. 
Zglobove možemo podijeliti na sljedeći način: Nožni zglob, koji se ponovno sastoji od gornjeg i donjeg nožnog zgloba, te zglobove preostalih kostiju stopala: articulatio calcaneocuboidea, zglob petne i kockaste kosti, Chopartov zglob, zglobove između čunjastih kostiju, articulatio intercuneiformes,  izglob između čunjastih kostiju i kockaste kosti, articulatio cunocuboidea, zglobove nožja i donožja, ili tarsometatarsales. 

## Nožni zglob
Nožni zglob se sastoji od dva pojedinačna zgloba: gornjeg nožnog ili articulatio talocruralis i donjeg nožnog zgloba ili “art. talocalcaneonaviculare”

## Gornji nožni zglob
Gornji nožni zglob se naziva latinskim imenom articulatio talocruralis, što upućuje na to da je zglob između kosti talusa i kostiju crusa, ili potkoljenice. 

#### Zglobna tijela
Konkavno zglobno tijelo je facies articularis inferior goljenične kosti, tibije, te nadalje zglobne plohe medijalnog malleolusa i zglobne plohe lateralnog malleolusa lisne kosti, fibule. 
Konveksno zglobno tijelo je trochlea tali, opširnije facies articularis superior, facies articularis malleoli medialis i lateralis.

#### Dodatna tijela
Ne postoji nikakvo tijelo, nikakv disk, menisk ili labrum, koji bi mogao povećavati kongruenciju zgloba. 

#### Zglobna čahura
Zglobna čahura ili ovojnica se veže kao i uvijek za rubove zglobnih ploha, s time da treba napomenuti da je ova čahura sprijeda i straga tanka i ranjiva, i da je sprijeda srasla s ovojnicama tetive mm. extensores digitorum et hallucis, što sprječava uklještenje pri dorzalnoj extenziji. 

#### Ligamenti
Ligamenti ovog zgloba su mnogobrojni, no mogu se podijeliti u tri grupe: tibiofibularne sindezmoze ili ligamenta tibiofibulares, lig. collaterale mediale i ligg. collateralia laterales. 
U prvu grupu spadaju dva ligamenta: Lig. tibiofibularis anterior i posterior. Oni pojačavaju primarno zglobnu čahura, koja je sprijeda i straga tanka i ograničavaju plantarnu flexiju, ili pokret balerine i dorzalnu ekstenziju, ili pokret nogometaša. 
Ligament collaterale mediale se zove ligament deltoideum, zato što je oblika trokuta ili lepeze. Sastoji se od tri dijela, a svaki spaja tibiju i jednu kost stopala s medijalne strane: Pars tibiocalcanearis, Pars tibionavicularis i Pars tibiotalaris, koji ima dva dijela; anterior i posterior. 
Ligamenta collaterale laterale su tri ligamenta koji spajaju lisnu kost, fibulu i kosti stopala: Lig. calcaneofibulare, te ligg. talofibulare, koji imaju anteriornu i posteriornu inačicu.

### Vrsta i mehanika
Gornji nožni zglob je kutni zglob, ili ginglimus. Kretnje su plantarna fleksija ili kretnja balerine i dorzalna ekstenzija ili kretnja nogometaša. 

## Donji nožni zglob
Donji nožni zglob se sastoji od articulatio subtalaris i articulatio talocalcaneonavicularis. Zbog razlika u zglobnim tijelima i ligamentima, ove ćemo zglobove prvo odvojeno, no njihovu mehaniku ćemo opisivati zajedno, jer oni biomehanički zajedno tvore jednu cjelinu. 

### Articulatio subtalaris
Ovaj zglob se može promatrati i kao stražnji donji nožni zglob jer se nalazi posteriorno i spaja talus posteriorno s petnom kosti.

#### Zglobna tijela
Konkavno zglobno tijelo je stražnja zglobna površina talusa, ili facies articularis calcanea posterior, dok je konveksno tijelo na calcanusu i nosi anatomsko ime facies articularis talaris posterior. 

#### Zglobna čahura
Zglobna ovojnica se pričvršuje kao i obično na rubovima zglobnih površina, osim što se straga veže centimetar od hrskavičnog ruba, što je i logična jer i na toj strani mora biti jača, jer sama drži zglob, a naprijed joj pomaže prednji donji nožni zglob. 

#### Ligamenti
Glavni ligamenti su ligg. talocalcanea, znači ligamenti između talusa i calcaneusa, kojih je troje: Ligament talocalcaneus mediale, laterale i posterior. 
No pomaže im i pars tibiocalcanea od ligamenta deltoidea, tj. lig. collaterale mediale. 

### Articulatio talocalcaneonavicularis
Ovaj zglob se može smatrati i prednji donji nožni zglob i spaja talus s calcaneusom i os naviculare s prednje strane.

#### Zglobna tijela
Konkavno je zglobno tijelo facies articularis talaris anterior i media calcaneusa, te udubljena zglobna površina os naviculare, ili facies articularis talaris, i ligament calcaneonaviculare plantare, koji oblikuje zglobnu plohu i veže calcaneus i os naviculare.
Konveksno zglobno tijelo su facies articulares calcanea anterior i media, te facies articulares navicularis na talusu. 

#### Čahura
Veže se normalno na rubove zglobnih površina.

#### Ligamenti
Na dorzalnoj strani zglobnu ovojnicu pojačava lig. talonaviculare dorsale, a dorzalno-medijalno pars tibionavicularis od lig. deltoidei. 
Dodatno tu su lig. calcaneonaviculare mediale i lig. calcaneonaviculare, koji je dio lig. bifurcatum koji vežu zglobna tijela. 
A kroz sinus tarsi, ili duplju nožja prolazi lig. talocalcaneum interosseum, na koji se medijalno nastavlja lig. canalis tarsi, a koji su pokriveni retinaculum mm. extensororum inferius. Ovi ligamenti su važni jer ograničavaju everziju i inverziju. 

### Vrsta i mehanika donjeg nožnog zgloba
Ovaj zglob je ukupno obrtno kuglasti zglob, tj. ima elementa trochoidnog i spheroidnog zgloba. Najvažnije kretnje su everzija i inverzija, koje tvore pes valgus i pes varus, znači "odvojena" stopala i "približena" stopala. 
Everzija je kombinacija abdukcije i rotacije prema van, inverzija adukcije i rotacije prema unutra.

## Preostali zglobovi nožja
Tu pripadaju articulatio calcaneocuboidea, articulatio tarsi transversa te art. cuneonavicularis, art. intercuneiformes i art. cuneocuboidea. 

## Articulatio calcaneocuboidea
Ovo je zglob petne i kockaste kosti, koja se nalazi na lateralnoj strani stopala. 

### Zglobna tijela
Zglobna tijela su facies articularis cuboidea calcaneusa i facies articularis calcanea na os cuboideum koja je blago konkavna. 

### Čahura
Čahura je kao obična fiksirana na rubovima plohe.

### Ligamenti
Ligamenti ovog zgloba su ligg. tarsi, kojima pripada lig. bifurcatum, lig. plantare longum, koji ćemo sada spomenuti. 
Veliki ligament lig. bifurcatum odvaja art. talocalcaenonavicularis od art. calcaneocuboideum, njegov lig. calcaneocuboideum podupire dorzalnu stranu zgloba, zajedno s lig. calcaneocuboideum dorsale. 
Na lateralnoj strani zglob podupire lig. calcaneocuboideum laterale.
A na plantarnoj strani lig. calcaneocuboideum, koji je dio lig. plantare longum. 

### Vrsta i mehanika
Kretnje u ovom zglobu nisu vrlo značanje, pa se promatraju zajedno s kretnjama art. talocalcaneonaviculare. 

## Art. tarsi transversa
Ovaj zglob se naziva Chopartov zglob i sastoji se od art. talocalcaneonaviculare i art. calcaneocuboidea, i opisan je gornjim poglavljima o dotičnim zglobovima. 

## Art. cuneonavicularis, art. intercuneiformes, art. cuneocuboidea
Sva tri zgloba su amfiartroze, koje osigurava lig. tarsi dorsalia, plantaria i interossea. Ti zamalo nepokretni zglobovi služe stopalu za bolju prilagodbu tlu. Također je moguće okretanje prednjeg dijela stopala prema stražnjem, tj. "izvrtanje" stopala. 

## Zglobovi nožja i donožja
Pošto ovi zglobovi nisu vrlo pokretljivi zglobovi nećemo ih razmatrati po gornjem principu, nego po malo izmijenjenom pristupu.
Zglobovi nožja i donožja su amfiartroze. Zglabaju se čunjaste kosti, ili ossa cuneiformia i kockasta kost, os cuboideum, te ossa metatarsalia. 

## Zglobne šupljine
Postoje tri zglobne šupljine: 
1. Os cuneiforme mediale i os metatarsale I
2. Os cuneiforme intermedium i laterale i ossa metatarsalia II i III
3. Os cuboideum i ossa metatarsalia IV i V
Zajedno ti zglobovi tvore zajedničku Lisfrancovu zglobnu liniju, čiji se položaj da utvrditi s položajem tuberositas ossis metatarsalis V. 

## Ligamenti, vrsta, mehanika
Ligamenti su ligg. tarsometatarsalia dorsalia, plantaria i interossea. No ligg cuneometatarsalia interossea su razapete samo u 2. zgobnoj šupljini. 
Kretnje su uglavnom klizanje, no moguće je plantarna fleksija, dorzalna ekstenzija, i uvrtanje stopalo, ali sve to djelomično. 

## Zglobovi između kostiju donožnja
Ovo je zglob između pojedničnih kostiju donožja ili articulationes intermetatarsales, konkretnije između zglobnih ploha II. do V. metatarzalne kosti. Između tih ploha nalaze se spatia interossea metatarsi, u kojima su stopalni mišići. 
Sveze između metatarzalnih kostiju su nastavci lig. plantare longum, koji se tu kao lepeza širi između kostiju. A u ostalom tu su ligg. metatarsalia dorsalia, plantaria i interossea. 
Pošto su i ovi zglobovi amfiartroze moguće su pretežite samo kretnje klizanja.

## Zglobovi između kostiju donožja i prstiju
Ove se zglobove naziva i articulationes metatarsophalangeae, koji spajaju glave metatarzalnih kostiju i baze proksimalne falangne kosti. 

## Zglobna tijela
Zglobna tijela su konkavno basis phalangis proximalis, a konveksno caput ossis metatarsi. Obadva tijela imaju kvržice za vezanje sveza. 

## Čahura
Opna je tanka i labava. Dorzalno se veze uobičajno, no plantarno preskače par milimetara, zato što jer mora biti jača na donjoj strani, kako bi kompenzirala čestu ekstenziju.

## Ligamenti
Dorzalno čahuru podupiru ligg. collateralia, plantarno ligg. plantaria, te lig. metatarsale transversum profundus, koji okomito na ligg. collateralia spajaju kvržice zglobnih tijela. 

## Vrsta i mehanika
Zglob je kuglast, ili articulatio spheroidea. Pretežita je kretnaj fleksija i ekstenzija, a ovdje je jača fleksija nego ekstenzija, suprotno omjeru u šaci. No moguća je i abdukcija, adukcija, znači i cirkumdukcija. Najveća je pokretvljivost u ekstenziji, i u I. zglobu, jer je caput prve metatarzalne kosti najveći i prisutnosti sezamoidnih kostiju i tetiva m. flexor hallucis longi. 

## Zglobovi prstiju
To su articulationes interphalangeae pedis proximalis i distalis. Kod njih su konkavna tijela baze distalnog članka, a konveksna trochleae phalangis. Čahura je tanka i slaba, a pojačavaju je ligg. plantaria et ligg. collateralia. To su kutni zglobovi, znači postoji fleksije i ekstenzija. Kretnje se u obadva zgloba rade istodobno.